# Dünnschichtpräparation (MALDI)
Die Dünnschichtpräparation ist eine Präparationsart beim MALDI-Verfahren für die Matrix, also für die Substanz, in die der Analyt zur Verbesserung der Desorption und Ionisation eingebettet wird.
Bei einer Dünnschichtpräparation wird die Matrix in einem schnell flüchtigen Lösungsmittel (Ethanol, Aceton) gelöst und auf einen Probenträger (zum Beispiel eine Stahlplatte) aufgebracht. Durch die schnelle Verdampfung bilden sich viele sehr kleine Kristalle. 
Die feinkristalline Matrix dient danach als Unterlage zum Auftragen der Analytlösung. Geeignet für die Dünnschichtpräparation ist insbesondere die Matrix α-Cyano-4-hydroxyzimtsäure (englisch α-cyano-4-hydroxycinnamic acid, CHCA), da diese in typischerweise wässrigem Lösungsmittel nicht löslich ist. Die vorgelegten Kristalle wirken als Kristallisationskeime und als affine Oberfläche, an die Peptide gut binden – nicht jedoch Kontaminanten wie Salze oder andere MALDI störende Substanzen. Die entstehende Präparation eignet sich daher gut zur Aufreinigung und ist aufgrund der vielen kleinen Matrix Kristalle besonders gleichförmig, so dass ein „Sweet Spot Hunting“ weniger stark erforderlich ist.